# Joshua Kimmich
Joshua Kimmich, född 8 februari 1995, är en tysk fotbollsspelare (mittfältare/högerback) som spelar för Bayern München.

## Klubbkarriär
I augusti 2021 förlängde Kimmich sitt kontrakt i Bayern München fram till 2025.

## Landslagskarriär
Kimmich debuterade för Tysklands landslag den 29 maj 2016 i en 3–1-förlust mot Slovakien. Han var med i Tysklands trupp vid fotbolls-EM 2016.
I november 2022 blev Kimmich uttagen i Tysklands trupp till VM 2022.